# Mykolajivka
Mykolajivka či Nikolajevka (ukrajinsky Миколаївка, rusky Николаевка) je město na východoukrajinském Donbasu. Leží v severní části Doněcké oblasti, přibližně 10 km východně od Slovjansku. V roce 2021 zde žilo přibližně 14 000 obyvatel.
Během války na východní Ukrajině město v červenci 2014 dobyla ukrajinská armáda, která odtud vytlačila síly doněckých separatistů.